# Смирнова, Наталия Виссарионовна
Смирнова Наталия Виссарионовна (18 августа 1915, Петроград, Российская империя — 9 августа 2004, Петербург, Российская Федерация) — советская художница, живописец, график, монументалист и прикладник, член Санкт-Петербургского Союза художников (до 1992 года — Ленинградской организации Союза художников РСФСР).

## Биография
Смирнова Наталия Виссарионовна родилась 18 августа 1915 года в Лесном — пригороде Петрограда. В 1933—1935 занималась в Ленинградском художественно-педагогическом училище. После начала войны оставалась в Ленинграде, участвовала в возведении противотанковых рвов на южных подступах к городу, работала на военном заводе. В 1942 была эвакуирована на Северный Кавказ. Награждена медалями «За оборону Ленинграда» и «За победу над Германией». После возвращения в 1944—1950 училась на факультете монументально-декоративной живописи ЛВХПУ имени В. И. Мухиной у И. П. Степашкина, А. Н. Самохвалова. Дипломная работа — проект росписи зала Дворца культуры имени Первой пятилетки в Ленинграде и монументальное панно «Возвращение танковых частей с фронтов Великой Отечественной войны».
После окончания учёбы работала в Комбинате живописно-оформительского искусства (КЖОИ) при Ленинградском отделении Художественного фонда РСФСР. Занималась графикой, декоративно-прикладным искусством, монументальной и станковой живописью. Участвовала в выставках с 1950 года, экспонируя свои работы вместе с произведениями ведущих мастеров изобразительного искусства Ленинграда. Писала пейзажи, портреты, натюрморты, многочисленные этюды с натуры. В 1951 была принята в члены Ленинградского Союза советских художников. Среди живописных произведений, созданных Смирновой, картины «Море успокоилось» (1956), «Море в утреннем тумане» (1957), «В Борисоглебске», «Дом художника Кардовского» (обе 1961), «Белая сирень» (1963), «В Таврическом саду» (1964), «Дорога в Артек» (1965), «Сирень. Гурзуф» (1972), «Февральский букет» (1977), «День без солнца», «Ветки жасмина» (обе 1980), «Натюрморт с арбузом», «Осенний букет и яблоки» (обе 1981), «Портрет молодого человека» (1983), «Красная рябина и фрукты в керамической вазе» (1995), «Последние цветы лета», «Блокадная зима 1941—1942 годов» (обе 1999) и другие. Основные персональные выставки произведений Наталии Смирновой состоялись в 1985 (Ленинград, ЛОСХ), 1990 (Петербург, Санкт-Петербургский Союз художников) и 2000 (Петербург, ЛОСХ) годах.
Скончалась 9 августа 2004 года в Петербурге на 89-м году жизни.
Произведения Н. В. Смирновой находятся в музеях и частных собраниях в России и за рубежом.